# Miasta na Arubie
Miasta na Arubie – według danych oficjalnych pochodzących z 2020 roku kraj autonomiczny Aruba, należący do Holandii, w Ameryce Południowej, posiadał ponad 10 miejscowości o ludności przekraczającej 1 tys. mieszkańców. Stolica kraju Oranjestad liczyła 28 658 mieszkańców; reszta miejscowości poniżej 25 tys. mieszkańców.

## Miasta
Na Arubie znajdują się zaledwie trzy miasta (stad / town) oraz miejscowości (plaats / settlement) (stan na 1 stycznia 2020):
| L.p. | Miasto        | Liczba ludności |
| ---- | ------------- | --------------- |
| 1.   | Oranjestad    | 28 658          |
| 2.   | Sint Nicolaas | 14 175          |
| 3.   | Savaneta      | 11 955          |